# Virtua Fighter 2
Virtua Fighter 2 is een computerspel dat werd ontwikkeld door Gaibrain en uitgegeven door Sega. Het spel kwam in 1994 uit als arcadespel. Later volgende releases voor diverse andere platforms, zoals Sega Mega Drive, Sega Saturn en iOS. Het spel speelt zich af een jaar na het eerste spel. Akira, Wolf, Pai, Jeffry, Kage, Jacky en Sarah worden opnieuw uitgenodigd voor het 'World Fighting Tournament'. Ditmaal zijn ook twee nieuwe spelers aanwezig, te weten: dronkenlap Kung-Fu Shun-Di en Lion Rafale, die vecht voor zijn vrijheid. Elke speler heeft zijn eigen unieke eigenschappen.

## Platforms
| Jaar | Platform            |
| ---- | ------------------- |
| 1994 | Arcade              |
| 1995 | SEGA Saturn         |
| 1996 | Sega Mega Drive     |
| 1997 | Windows             |
| 2007 | Wii Virtual Console |
| 2011 | iPhone              |

## Ontvangst
| Beoordeeld door                     | Platform            | Datum            | Score |
| ----------------------------------- | ------------------- | ---------------- | ----- |
| neXGam                              | SEGA Saturn         | 27 december 2009 | 93%   |
| PC Jeux                             | Windows             | september 1997   | 89%   |
| PC Games (Duitsland)                | Windows             | oktober 1997     | 88%   |
| Mega Score                          | Windows             | november 1997    | 86%   |
| OK PC Gamer                         | Windows             | december 1997    | 86%   |
| PC Gamer                            | Windows             | december 1997    | 82%   |
| Computer Gaming World (CGW)         | Windows             | januari 1998     | 80%   |
| All Game Guide                      | SEGA Saturn         | 1998             | 80%   |
| Gamesmania                          | Windows             | 1997             | 80%   |
| Digital Press - Classic Video Games | Sega Mega Drive     | 3 juli 2005      | 80%   |
| Electric Playground                 | Sega Mega Drive     | 27 januari 1997  | 65%   |
| SEGA-Mag (Objectif-SEGA)            | Sega Mega Drive     | 15 april 2008    | 60%   |
| JeuxVideoPC.com                     | Windows             | 27 juli 2006     | 60%   |
| Sega-16.com                         | Sega Mega Drive     | 9 maart 2006     | 60%   |
| Jeuxvideo.com                       | Sega Mega Drive     | 20 december 2011 | 50%   |
| Jeuxvideo.com                       | Wii Virtual Console | 22 december 2011 | 50%   |
| IGN                                 | Wii Virtual Console | 19 april 2007    | 35%   |
| Nintendo Life                       | Wii Virtual Console | 16 april 2007    | 30%   |
| Eurogamer.net (GB)                  | Wii Virtual Console | 4 mei 2007       | 30%   |
| The Video Game Critic               | Sega Mega Drive     | 13 november 1999 | 25%   |